# Celebracions islàmiques
Les celebracions islàmiques estan relacionades sobretot amb esdeveniments de la vida del profeta Muhàmmad tal com s'expliquen a l'Alcorà. Es regeixen pel calendari islàmic, que és lunar, i per això són festes mòbils en relació amb el calendari solar gregorià, utilitzat a Occident; a més, els calendaris lunars sunnita i xiïta no sempre coincideixen, i una mateixa festa pot escaure's en dies diferents.
Hi ha dues celebracions principals, compartides per la immensa majoria dels musulmans més enllà de llurs divisions culturals o ideològiques (sunnites o xiïtes, sufís, etc.): l'Id al-Fitr o festa petita, que marca la fi del dejuni del sawm (el dejuni del mes de ramadà), i l'Id al-Ad·ha o festa gran, que commemora el sacrifici d'Abraham i que se celebra a la fi del pelegrinatge obligatori a la Meca (hajj).
Altrament, el divendres (yawm al-juma, "dia de reunió") té per als musulmans una importància similar al diumenge per als cristians o al dissabte als jueus. Es tracta del dia en què es realitza l'única pregària obligatòria en comunitat (salat al-juma o pregària del divendres). Durant aquesta trobada, abans de l'oració habitual en àrab, el khatib (en general l'imam de la mesquita) fa un sermó especial (khutba) en la llengua local. No es tracta però d'un dia festiu (excepte a l'Aràbia Saudita, on les botigues tanquen durant el temps que dura la pregària obligatòria de la tarda).

## Celebracions

### Dejuni del ramadà (sawm)
Durant tot el mes de ramadà, els musulmans realitzen un dejuni diürn (el sawm) de caràcter purificador i de retrobada dels aspectes essencials de la religió. El dia comença amb l'oració ritual del matí seguida d'un esmorzar en família i la recitació d'una fragment de l'Alcorà. Durant cada jornada els musulmans han de pensar tant com sigui possible en Déu, per mirar d'alliberar-se de les tendències nocives i del pecat, així com sentir-se solidaris d'aquells que pateixen gana i sed durant l'any. El dejuni es romp al capvespre i la família es troba de manera festiva per menjar junts.

### Nit del Destí (Làylat al-Qadr)
Durant aquest mes se celebra igualment la Nit del Destí (Làylat al-Qadr) en què, segons la tradició, l'àngel Gabriel va començar a revelar l'Alcorà a Muhàmmad.

### Festa de ruptura del dejuni (Id al-Fitr)
La darrera nit del ramadà, amb la fi definitiva del sawm, s'inicien grans festivitats que duren fins a tres dies; és l'Id al-Fitr, la festa de ruptura del dejuni. En aquesta ocasió és costum d'intercanviar regals entre família i amics i que els nens rebin llaminadures. Sovint es coneix aquesta festa com a "festa petita" amb relació a l'Id al-Ad·ha, o festa del sacrifici, que té lloc uns 70 dies més tard, durant el mes de dhu-l-hijja.

### Pelegrinatge (hajj)
Pels musulmans és obligatori (sempre que se'n tingui la possibilitat) d'efectuar un cop a la vida un pelegrinatge a la Meca (hajj), per tal de visitar certs indrets sants i efectuar-hi una sèrie de rituals.

### Festa del Sacrifici (Id al-Ad·ha)
L'Id al-Ad·ha ("Festa del Sacrifici") o Id al-Kabir ("Festa Gran") té lloc el dia 10 de dhu-l-hijja, aproximadament 70 dies després de l'Id al-Fitr, i coincideix amb la fi del pelegrinatge obligatori. Se celebra per commemorar l'episodi alcorànic (i bíblic) en què el profeta Abraham va intentar sacrificar el seu fill Ismael com a prova de la seva lleialtat envers Déu. Com que Abraham va acabar per sacrificar un animal, durant aquesta festa els musulmans també ho fan (generalment es tracta d'una vaca o un xai). La carn de l'animal es divideix en tres parts iguals: per la família que l'ha sacrificat, pels seus parents pobres i pels necessitats, independentment de la seva religió, raça o nacionalitat. Les festivitats duren quatre dies.

### Aixura
L'Aixura se celebra el dia 10 de muhàrram i té diferents significats segons els diversos corrents islàmics. Pels xiïtes té molta importància i es tracta d'una commemoració de la batalla de Karbala, que tingué lloc l'any 680 en el que avui és l'Iraq, i on va ser assassinat al-Hussayn ibn Alí ibn Abi-Tàlib. Els rituals d'aquesta commemoració consisteixen en processons de dol, commemoracions i pregàries i fins i tot d'autoflagelació. Pels sunnites, en canvi, és un dia d'alegria i gratitud on es practica un dejuni voluntari en record de l'ajuda que Déu dugué a Moisès durant la fugida d'Egipte.

### Nit del Viatge i l'Ascensió (Làylat al-Miraj)
En el "Viatge Nocturn" (isra i miraj), citat en la primera aleia de la sura XVII, és un episodi miraculós segons el qual, en una nit, l'arcàngel Gabriel va acompanyar Muhàmmad des de Medina fins a la llunyana mesquita d'Al-Aqsa de Jerusalem i seguidament al Cel. Aquest esdeveniment se celebra el 27 del mes de ràjab en una festivitat anomenada Làylat al-Miraj ("Nit de l'Ascensió").

### Nit del Perdó (Làylat al-Barat)
La "Nit del Perdó" (Làylat al-Barat) cau en la nit del 14 al 15 del mes de xaban. Certs musulmans consideren aquesta nit com un moment en què rebran la divina misericòrdia i benediccions especials, per això la passen llegint l'Alcorà i realitzant pregàries. Tot i així, hi ha diferents punts de vista sobre el seu significat segons els diversos corrents. També se l'anomena "Nit de l'emancipació" o "Nit de la Fortuna". A l'Iran i l'Índia la festa es coneix com a Xab-i-Barat.

### Aniversari del Profeta (màwlid an-Nabí)
El màwlid an-Nabí ("aniversari del Profeta") s'escau el dia 12 del mes de rabí al-àwwal i celebra el naixement de Muhàmmad, el fundador de l'islam. Sovint se celebra il·luminant les mesquites i la gent es reuneix per rememorar les històries i llegendes de la vida del Profeta. Alguns musulmans consideren aquesta celebració com una innovació no ortodoxa (bida), ja que pot afavorir la deïficació (prohibida) de Muhàmmad.

### Cap d'any musulmà (ras as-sana)
El dia u del primer mes del calendari islàmic, muhàrram, certs musulmans celebren el cap d'any (Ras as-Sana), aprofitant per recordar l'episodi de l'hègira, quan Muhàmmad va refugiar-se a Medina i va fundar-hi la comunitat de creients (umma). No es tracta, però, d'una festa religiosa i certs corrents en condemnen la pràctica.